# Dasjtakar
Dasjtakar (armeniska: Դաշտաքար) är ett berg i Armenien. Det ligger i provinsen Armavir, i den västra delen av landet, 30 kilometer väster om huvudstaden Jerevan. Toppen på Dasjtakar är 1 064 meter över havet, eller 88 meter över den omgivande terrängen. Bredden vid basen är 1,1 km.
Terrängen runt Dasjtakar är huvudsakligen platt, men åt nordost är den kuperad. Runt Dasjtakar är det ganska tätbefolkat, med 248 invånare per kvadratkilometer.. Närmaste större samhälle är Etjmiadzin, 12,7 kilometer öster om Dasjtakar. 
Trakten runt Dasjtakar består i huvudsak av gräsmarker.